# ソウル・ゼインツ
ソウル・ゼインツ（Saul Zaentz、1921年2月28日 - 2014年1月3日）は、アメリカの映画プロデューサー。ニュージャージー州出身、ユダヤ系アメリカ人。

## 生涯
1955年にジャズのインディペンデント・レーベルであるファンタジー・レコードのスタッフに迎えられ、1967年にパートナーたちと共に創設者のウェイス兄弟から同社を買い取った。
ファンタジー・レコード所属のロック・ミュージシャンで、ロック・バンドのクリーデンス・クリアウォーター・リバイバルの楽曲を手掛けたジョン・フォガティとの泥沼化した法廷闘争を仕掛けた当事者である。フォガティ作の楽曲の著作権の侵害などで彼を提訴するなど不可解な告訴と訴訟の判例を繰り返した。
映画プロデューサーとしては、手がけた3本の映画『カッコーの巣の上で』『アマデウス』『イングリッシュ・ペイシェント』がアカデミー賞を受賞している。
アカデミー作品賞を3回受賞しているのは彼とサム・スピーゲルの2人しかいない。
2004年にはミュージカル版の『指輪物語』の製作を手がけた。同年にファンタジー・レコードをコンコード・レコードに売却し、2007年に長年続いたフォガティとの訴訟問題に終止符を打って和解した。
長らくアルツハイマー病との闘病生活を送っていたが、2014年1月3日に92歳で亡くなった。

## 主なプロデュース作品
- カッコーの巣の上で One Flew Over the Cuckoo's Nest（1975）
- 指輪物語 The Lord of the Rings（1978）アニメーション映画
- アマデウス Amadeus（1984）
- モスキート・コースト The Mosquito Coast（1986）
- 存在の耐えられない軽さ The Unbearable Lightness of Being（1988）
- イングリッシュ・ペイシェント The English Patient（1996）
- 宮廷画家ゴヤは見た Goya's Ghosts（2006）